# 전좌명
전좌명(田佐命, 생몰년 미상) : 본관은 담양(潭陽), 호는 성암(性庵). 중종 어머니 정현왕후 윤씨의 외할아버지, 성종(成宗) 때 영의정(領議政)을 지내고 영원부원군(鈴原府院君)에 봉해진 윤호(尹壕)의 장인이며, 중종 때 공조참판(工曹參判)을 지낸 김계우(金季愚)의 외조부이다. 그는 효성이 지극하여 어머니가 온 몸을 쓰지 못하고 병상에 누운 지 7년이나 되었는데, 늘 자기가 약을 달이고 몸소 오줌 그릇을 받들었으며, 어머니가 죽으매 무덤을 지켰다. 이후에 또 아버지가 죽자, 어머니와 합장(合葬)하고 4년 동안 여막에 살았으며, 상기(喪期)를 마쳤는데도 떠나지 않았으므로, 마을 사람들이 법을 들어서 개유(開諭)했으나, 또 3월 동안을 머물러 있으면서 슬피 울기를 그치지 않았다고 전한다. 1432년(세종 14)에 예조에서 효행 있는 자에게 정문(旌門)을 세우고 서용(敍用)토록 아뢴 바 있다. 경북 구미에는 전좌명 효자 정려각(田佐命孝子旌閭閣)과 무이재(武夷齋)가 있다. 무이재는 그를 추모하는 곳으로, 1809년(순조 9)에 후손이 건조하여 의소(議所)로 삼았는데, 명종(明宗)의 어제시(御製詩)인 ‘백조함향합 남산 대전민(白鳥啣香盒 南山代田民)’가 본판에 양각하여 달려 있다.

## 가족 관계
- 장인: 전주 이씨 이방(李邦)
- 부인: 전주 이씨(全州 李氏)
- 처증조부(妻曾祖父):  고려조(高麗朝) 충혜왕(忠惠王)의 대학자(大學者) 전주이씨(全州 李氏) 이문정(李文挺)

- 사위: 영원부원군(鈴原府院君) 윤호(尹壕)
- 외손녀: 조선 성종의 세번째 왕비이며 중종의 모후 정현왕후